# آلفين كامارا
آلفين كامارا (بالإنجليزية: Alvin Kamara)‏ هو لاعب كرة قدم أمريكية أمريكي، ولد في 25 يوليو 1995 في نوركروس في الولايات المتحدة.

## وصلات خارجية
- آلفين كامارا على موقع إي إس بي إن.كوم (أن.أف.أل)3
- آلفين كامارا على موقع مرجع كرة القدم المحترفة.كوم (الإنجليزية)